# Euploea musa
Euploea musa är en fjärilsart som beskrevs av Swinhoe 1899. Euploea musa ingår i släktet Euploea och familjen praktfjärilar. Inga underarter finns listade i Catalogue of Life.